# Satyrus karasigina
Satyrus karasigina är en fjärilsart som beskrevs av Holik 1949. Satyrus karasigina ingår i släktet Satyrus och familjen praktfjärilar. Inga underarter finns listade.